# Le Jardin au Bout du Monde
Le Jardin au Bout du Monde är en arkipelag i Kanada.   Den ligger i provinsen Québec, i den östra delen av landet, 1 100 km norr om huvudstaden Ottawa. Den består av cirka 300 öar och holmar som uppstod när Kaniapiskausjön förvandlades under 1980-talet från en sjö (470 km²) till en stor damm (4 318 km²).
Trakten runt Le Jardin au Bout du Monde är nära nog obefolkad, med mindre än två invånare per kvadratkilometer.